# Luther Eisenhart
Luther Eisenhart   (York, 13 de gener de 1876 - Princeton, 28 d'octubre de 1965) va ser un matemàtic estatunidenc.

## Vida i obra
Eisenhart es va graduar al Pennsylvania College el 1896 i, després d'un any fent de professor, va continuar estudis a la universitat Johns Hopkins en la qual es va doctorar el 1900. El mateix any va començar la seva carrera acadèmica a la universitat de Princeton en la que va romandre fins a la seva jubilació el 1945. El 1925 va ser nomenat degà de la facultat de ciències, càrrec que va deixar el 1933 per passar a ser degà de l'escola de graduats. El seu fill, Churchill Eisenhart, també va ser un matemàtic remarcable.
Eisenhart és recordat, sobre tot, pels seus estudis sobre les varietats pseudoriemannianes, estant interessat principalment en comprendre les propietats generals de les varietats a través de la seva estructura local. Estimulat pel seu professor a la Johns Hopkins, Thomas Craig, i estudiant l'obra de Gaston Darboux, va desenvolupar aquest estudi quan encara no eren al seu abast els conceptes de la topologia moderna.
Al marge de les seves recerques en matemàtiques, també va ser un educador interessat en els mètodes d'ensenyament i en la pedagogia, impulsant reformes educatives importants com el pla dels quatre cursos. Eisenhart era degà quan es va fundar el Institut d'Estudis Avançats de Princeton (1930). el que va representar una gran oportunitat de millorar l'ensenyament de les matemàtiques a la universitat.